# California Molefe
California Molefe (* 12. März 1980) ist ein botswanischer Leichtathlet. Er ist spezialisiert auf den 400-Meter-Lauf. Laut World Athletics betrug sein Wettkampfgewicht 70 kg bei einer Körpergröße von 1,84 m, laut der Tilastopaja athlete database und der Olympedia 62 kg bei 1,72 m.

## Erfolge
An den Olympischen Sommerspielen 2000 in Sydney nahm er mit der botswanischen 4-mal-400-Meter-Staffel teil, die dort zwar die Vorrunde überstand, jedoch im Halbfinale ausschied. Die 4-mal-400-Meter-Staffel Botswanas konnte mit ihm die Afrikaspiele 2003 in Abuja gewinnen. Bei den Olympischen Sommerspielen 2004 in Athen erreichte California Mofele mit der 4-mal-400-Meter-Staffel das Finale, in der sie 8. wurde. Im 400-Meter-Lauf schied er bei dieser Olympiade mit 45,88 s im Vorlauf aus. Sein größter Erfolg war die Silbermedaille bei den Leichtathletik-Hallenweltmeisterschaften 2006 in Moskau mit 45,75 s. Nur Alleyne Francique war dort schneller. Bei den Commonwealth Games 2006 in Melbourne wurde California Molefe mit 45,78 s Sechster. Die Afrikaspiele 2007 in Algier gewann er mit 45,59 s.

## Bestleistungen

### Freiluft
- 200-Meter-Lauf: 21,26 s am 12. April 2008 in Windhoek
- 300-Meter-Lauf: 33,07 s am 7. Mai 2003 in Kortrijk (botswanischer Rekord)
- 400-Meter-Lauf: 44,98 s am 16. April 2005 in Gaborone
- 600-Meter-Lauf: 1:15,98 min am 3. August 2004 in Lüttich

### Halle
- 200-Meter-Lauf: 22,44 s am 4. Februar 2004 in Dortmund
- 400-Meter-Lauf: 45,74 s am 10. März 2006 in Moskau (botswanischer Rekord)